# Waldenserkirche (Verona)
Die Waldenserkirche (Chiesa Evangelica Valdese di Verona) ist ein historisches Bauwerk im UNESCO-Weltkulturerbe Altstadt von Verona. Sie befindet sich an der Einmündung der via Pigna in die via Duomo.

## Patrozinium
Das Kirchengebäude blickt auf ein hohes Alter zurück und war ursprünglich der Santa Maria Consolatrice geweiht. Dabei handelt es sich um eine Lokalheilige der Stadt Verona, die als die Schwester des heiligen Bischofs Anno von Verona (8. Jahrhundert) gilt.

## Römisch-katholische Pfarrkirche
Das heutige Bauwerk enthält romanische Bausubstanz aus dem 12. Jahrhundert. Im Jahr 1320 deponierte Bischof Tebaldo von Verona in der Kirche die Gebeine der Maria, die als geweihte Jungfrau im Ruf der Heiligkeit verstorben war.
Während der napoleonischen Besatzungszeit wurde die Kirche profaniert. Die Reliquien überführte man in den Dom. Sie wurden dort in der Cappella Mazzanti deponiert, wo sie sich bis heute befinden.

## Waldenserkirche

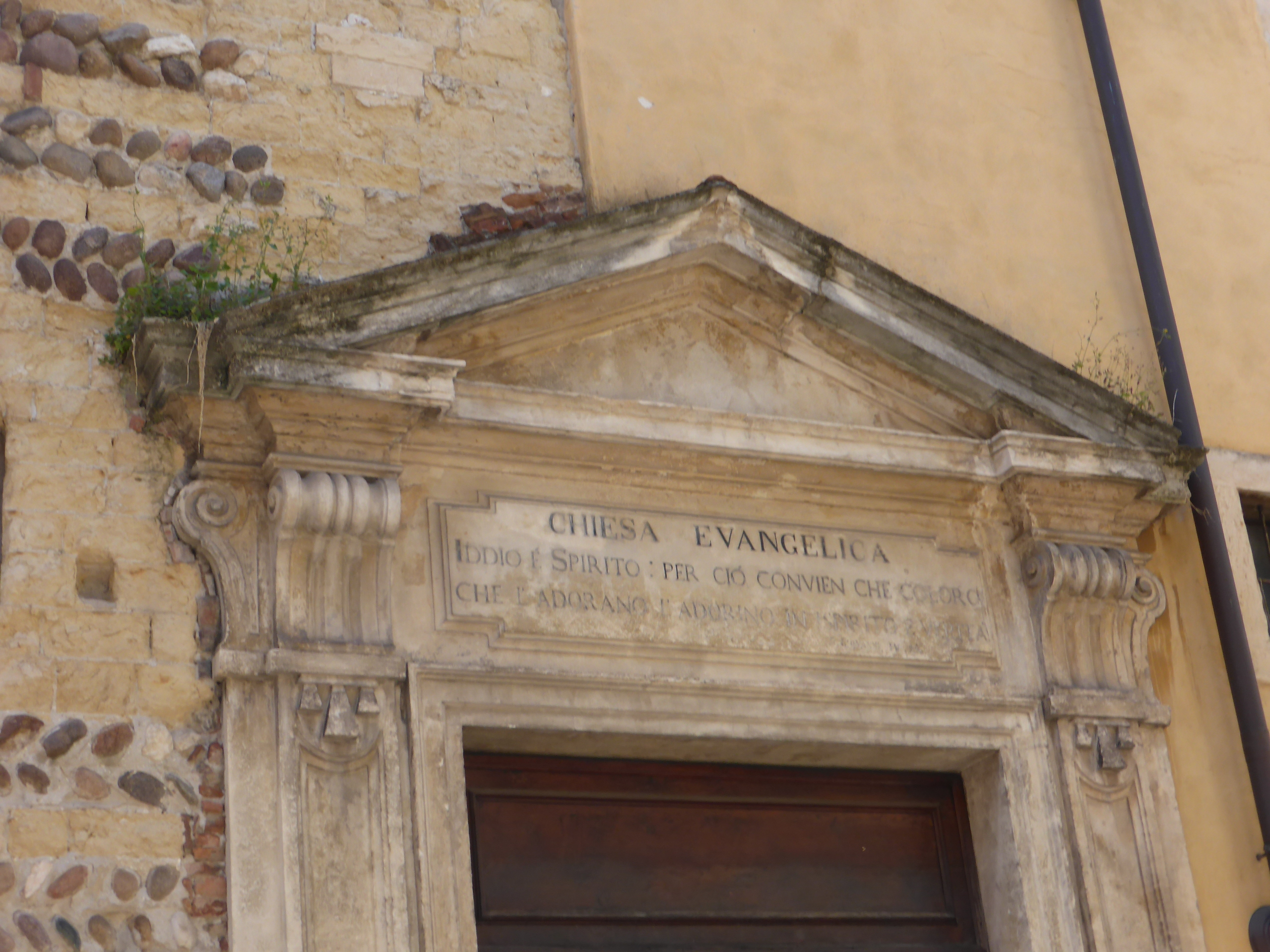
Portal der Waldenserkirche

Das Kirchengebäude blieb jahrzehntelang unbenutzt, bis es 1879 von der Gemeinde der Evangelischen Waldenserkirche gekauft und nach Restaurierung am 6. Januar 1880 mit einem Gottesdienst eingeweiht wurde. Das bedeutete für die Waldenser eine Rückkehr in die Stadt, wo mit dem Konzil von Verona die jahrhundertelange Verfolgung ihrer Glaubensgemeinschaft ihren Ausgang genommen hatte.